# Bernd Wippich
Bernd Maria Wippich (né le 13 janvier 1950 à Hof-sur-Saale, mort le 31 mars 2014 à Klagenfurt) est un chanteur allemand.

## Biographie
Wippich fonde son premier groupe à 13 ans. En 1970, il s'installe à Cassel et rejoint le groupe à succès The Petards. Fin 1972, il s'installe à Hambourg et fonde le groupe Randy Pie. Il rencontre peu après Freya Weghofer, l'année suivante  ils se marient et ont une fille, Jennifer Böttcher qui sera actrice de doublage et chanteuse ; Freya Weghofer poursuit sa carrière sous son nom d'épouse.
En 1978, le couple se présente au concours de sélection allemand pour le Concours Eurovision de la chanson 1978 avec le titre Ich trag’ deinen Namen et est treizième des quinze participants. En 1979, il sort chez RCA l'album Friar et le single In the Summertime / Windsurfer et en 1981 de nouveau sous le nom de Freya & Bernd Wippich le single Meine Party / Oh, ich glaub', ich bin verloren.
Le couple, Rale Oberpichler, Franz Plasa et d'autres personnes forment le groupe Odin qui publie en 1982 l'album Feuer. En 1983, la famille s'installe à Munich. Fin 1991, il reprend ses activités de musicien. Après la reformation des Petards en 2002, Bernd Wippich joue à nouveau de la guitare à partir de 2003 et devient le chanteur principal. En 2006, la famille déménage à Klagenfurt. Avec son beau-frère Fredi Weghofer, il fonde notamment le Duo 2xW.
Bernd Wippich meurt en 2014 d'un cancer du poumon.

## Source de la traduction
- (de) Cet article est partiellement ou en totalité issu de l’article de Wikipédia en allemand intitulé « Bernd Wippich » (voir la liste des auteurs).